# 古代哲学
本項では「古代哲学」を列挙する。西洋哲学では、ローマ帝国におけるキリスト教の普及がヘレニズム哲学の終わりを告げ、中世哲学の開始を導く。一方東洋哲学では、アラブ帝国を通じてのイスラームの普及が古代ペルシア哲学の終わりを告げ初期イスラーム哲学の開始を導く。本稿において述べられる時代・地域はちょうどカール・ヤスパースが述べる枢軸時代に当たる。当該項目も参照。

## 古代ギリシア哲学

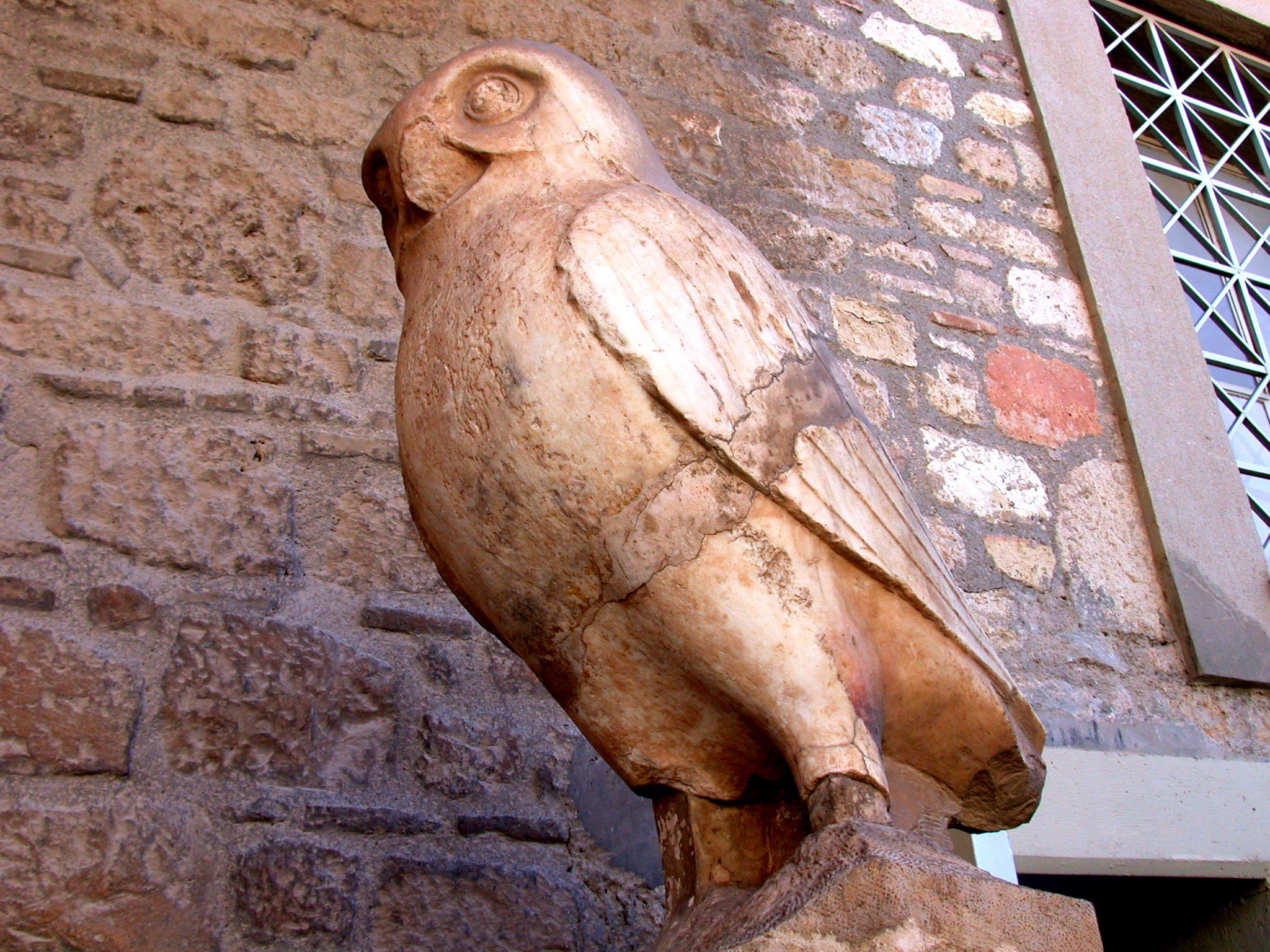
アテナイのアクロポリスのフクロウ

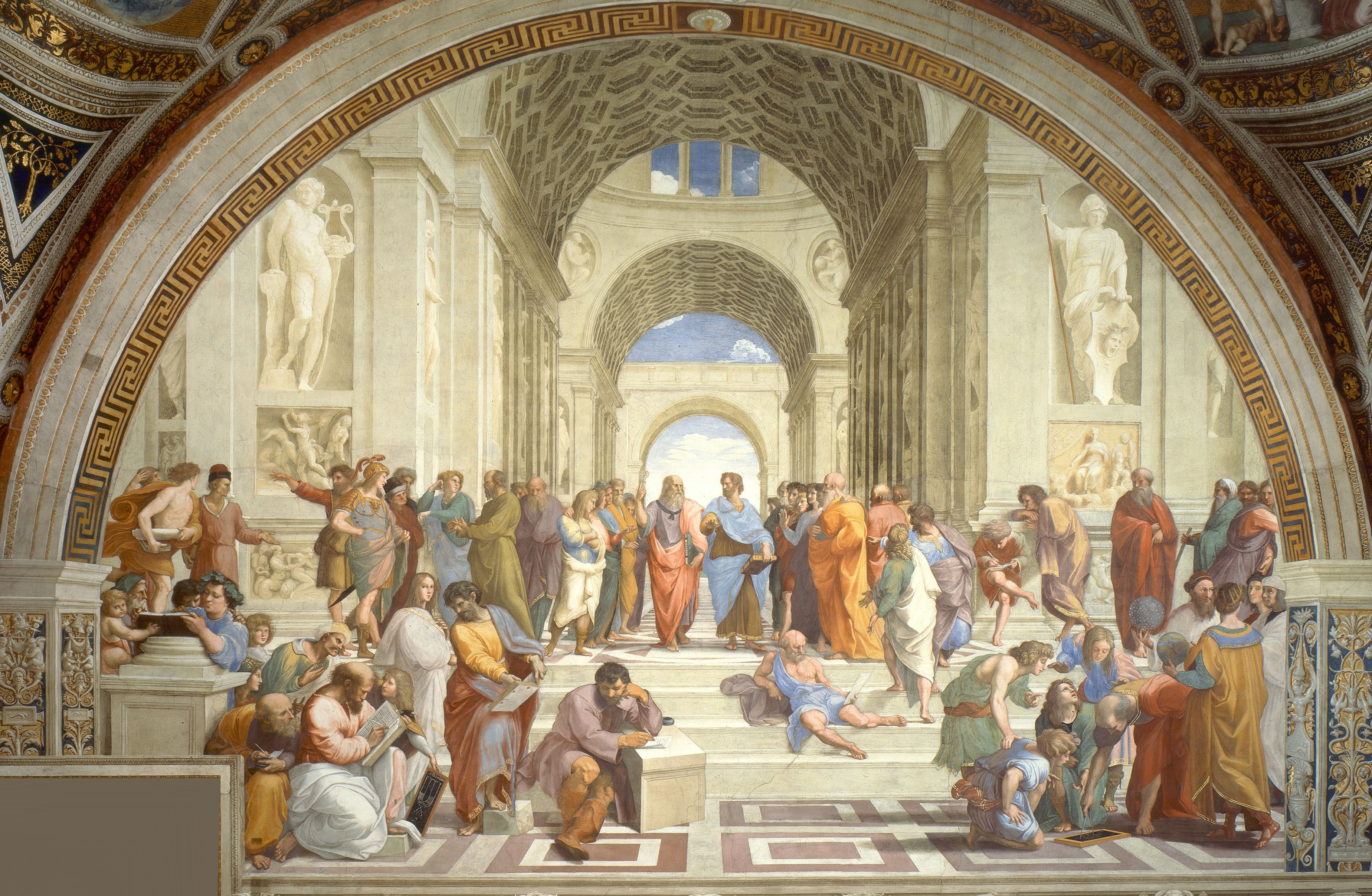
ラファエロのアテネの学堂、討論に引き込まれた勢ぞろいした古代ギリシア哲学者を描いている

女神アテナ（ローマ神話のミネルウァ）のフクロウが哲学、philia（愛）、sophia（知）の学の誕生を象徴している。古代ギリシア哲学（希: φιλοσοφία）は、イデオロギー的な連続体をなしているイスラエル、エジプト、メソポタミア、ペルシアといった先行する古代文明と結びついている。
ギリシア哲学の開始が中国・インド哲学の開始とほぼ同時期だったことは枢軸時代という術語であらわされている。
小アジア東端のエーゲ海沿岸部にギリシア人が移住したことによって古代ギリシア哲学が始まった。そこではソクラテス以前の哲学の一つイオニア哲学が始まった。彼らはホメロスの叙事詩の神話的な世界観に対して自然哲学的な世界の説明を対置した。例えば、ミレトスのタレスは紀元前585年に日食を予言している。
ペルシア戦争で勝利したというアテナイの自己主張とアテナイの、アッティカ同盟内での専制によってアテナイは紀元前5世紀のギリシアの文化と広範な哲学的発展の中心地になった。古代の中心に影響力を及ぼしたローマ・ローマ帝国において宇宙の秩序、人間の本性、そして正しい生き方について考えることが前面に押し出されてきた。ここで新しい形の大きな問題が立ち上がってきた。全てのものはどこからやってきたのか?徳とは何か?何が最初の原因(アルケー)の始まりなのか?真理(アレテイア)とは何か?何が善い物か、何が幸福か、…等々。
アテナイはソフィストたちが集まる場所となり、ソクラテスの住んでいる街でもあった。ソクラテスの影響はプラトンの学派を通じて哲学史の全時代に存続した。プラトンは自身の学派、アカデミア学派を創設し、同様にアリストテレスも逍遥学派を形成した。それらに加えてその後すぐにアテナイにエピクロス派とストア派が現れた。これら4つの学派に対して、ストア派の薫陶を受けた哲人王マルクス・アウレリウス・アントニヌスは176年にアテナイに滞在した際に4学派の講座を創設することで敬意を表している。

### 哲学者

#### ソクラテス以前の哲学者
- ミレトス学派
タレス (紀元前624年–紀元前546年)
アナクシマンドロス (紀元前610年-紀元前546年)
ミレトスのアナクシメネス (紀元前585年頃-紀元前525年頃)
- ピュタゴラス学派
ピュタゴラス (紀元前582年-紀元前496年)
フィロラオス (紀元前470年-紀元前380年)
クロトンのアルクマイオン
アルキュタス (紀元前428年-紀元前347年)
- ヘラクレイトス (紀元前535年-紀元前475年)
- エレア派
クセノパネス (紀元前570年-紀元前470年)
パルメニデス (紀元前510年-紀元前440年)
ゼノン (紀元前490年-紀元前430年)
サモスのメリッソス (紀元前470年頃–没年不明)
- 多元論
エンペドクレス (紀元前490年-紀元前430年)
アナクサゴラス (紀元前500年-紀元前428年)
- 原子論
レウキッポス (紀元前5世紀前半)
デモクリトス (紀元前460年-紀元前370年)
キオスのメトロドロス (紀元前4世紀)
- シュロスのペレキュデース (紀元前6世紀)
- ソフィスト
プロタゴラス (紀元前490年-紀元前420年)
ゴルギアス (紀元前487年-紀元前376年)
アンティポン (紀元前480年-紀元前411年)
プロディコス (紀元前465年/紀元前450年-紀元前399年以降)
ヒッピアス (紀元前5世紀半ば)
トラシュマコス (紀元前459年-紀元前400年)
カリクレス
クリティアス
リュコプロン
- アポロニアのディオゲネス (紀元前460年頃-没年不明)

#### 古典ギリシア哲学者
- ソクラテス (紀元前469年-紀元前399年)
- メガラのエウクレイデス (紀元前450年-紀元前380年)
- アンティステネス (紀元前445年-紀元前360年)
- アリスティッポス (紀元前435年-紀元前356年)
- プラトン (紀元前428年-紀元前347年)
- スペウシッポス (紀元前407年-紀元前339年)
- シノペのディオゲネス (紀元前400年-紀元前325年)
- クセノクラテス (紀元前396年-紀元前314年)
- アリストテレス (紀元前384年-紀元前322年)
- スティルポン (紀元前380年-紀元前300年)
- テオプラストス (紀元前370年-紀元前288年)

#### ヘレニズム哲学
- ピュロン (紀元前365年-紀元前275年)
- エピクロス (紀元前341年-紀元前270年)、参照: エピクロス主義
- ランプサコスの小メトロドロス (紀元前331年–紀元前278年)
- キティオンのゼノン (紀元前333年-紀元前263年)
- クレアンテス (紀元前331年-紀元前232年)
- プレイウースのティモン (紀元前320年-紀元前230年)
- アルケシラオス (紀元前316年-紀元前232年)
- メニッポス (紀元前3世紀)
- アルキメデス (紀元前287年頃-紀元前212年)
- クリュシッポス (紀元前280年-紀元前207年)
- カルネアデス (紀元前214年-紀元前129年)
- クリトマコス (紀元前187年-紀元前109年)
- ストラニケイアのメトロドロス (紀元前2世紀後半)
- ラリッサのフィロン (紀元前160年-紀元前80年)
- ポセイドニオス (紀元前135年-紀元前51年)
- アスカロンのアンティオコス (紀元前130年-紀元前68年)
- アイネシデモス (紀元前1世紀)
- アレクサンドリアのフィロン (紀元前30年–紀元後45年)
- 懐疑派のアグリッパ (紀元後1世紀)

### ヘレニズム諸学派
- キュニコス学派
- 折衷主義
- エピクロス主義
- ネオプラトニズム
- 逍遥学派
- 懐疑主義
- ストア派
- ソフィズム

## 初期ローマ・キリスト教哲学

### ローマ帝国時代の哲学者

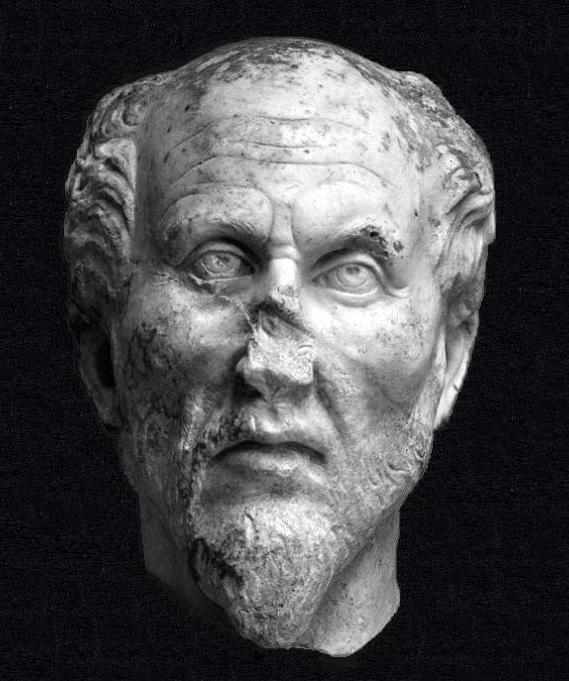
プロティノス

- キケロー (紀元前106年-紀元前43年)
- ルクレティウス (紀元前94年-紀元前55年)
- 小セネカ (紀元前4年–紀元後65年)
- タルソスのパウロ (紀元後5年頃-67年頃)
- ガイウス・ムソニウス・ルフス (紀元後30年–100年)
- プルタルコス (45年-120年)
- エピクテトス (55年-135年)
- マルクス・アウレリウス・アントニヌス (121年-180年)
- アレクサンドリアのクレメンス (150年-215年)
- アルキノオス (哲学者) (紀元後2世紀)
- セクストス・エンペイリコス (紀元後3世紀)
- アプロディシアスのアレクサンドロス (紀元後3世紀)
- アンモニオス・サッカス (紀元後3世紀)
- プロティノス (205年-270年)
- テュロスのポルピュリオス (232年-304年)
- カルキスのイアンブリコス (242年-327年)
- テミスティオス (317年-388年)
- ヒッポのアウグスティヌス (354年-430年)
- プロクロス (411年-485年)
- ヨハネス・ピロポノス (490年-570年)
- ダマスキオス (462年-540年)
- アニキウス・マンリウス・セウェリヌス・ボエティウス (472年-524年)
- キリキアのシンプリキオス (490年-560年)

## 古代ペルシア哲学

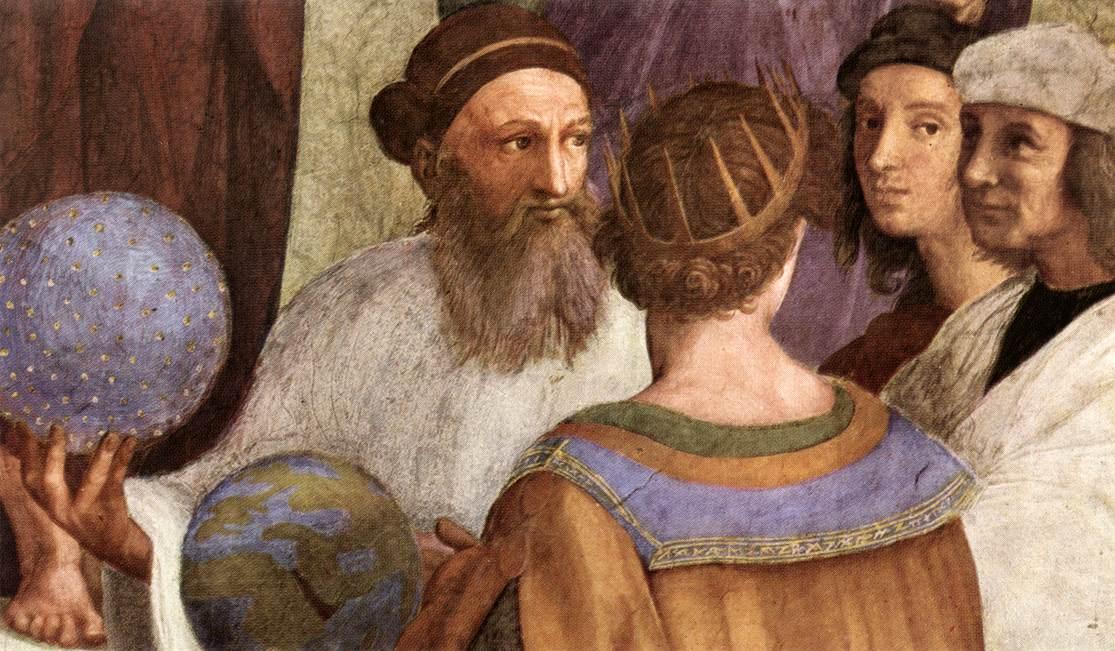
ラファエロのアテネの学堂で古代の画家コスのアペレス（Ἀπελλῆς）として描かれたラファエロのそばに書かれたザラスシュトラ。

See also: 二元論, 実体二元論, 性質二元論, 記述二元論
古代にはインドのヴェーダとイランのアヴェスターとは関係があるが、社会の中での人間の位置に関する密接な関係と宇宙における人間の役割に対する考え方の点でインド―ペルシア哲学の二つの主な派閥は根本的に異なる。キュロスの円筒印章として理解されるキュロス大王による人権の最初の憲章はザラスシュトラが述べ、ペルシア史におけるアケメネス朝の時代のゾロアスター教によって発展させられた問題を反映したものとしばしばみなされる。

### 学派
- ゾロアスター教
  - ザラスシュトラ
  - ジャーマースプ
  - オスタネス
  - マルダン・ファッルクス・オールマズッダダン
  - アブルファルンバグ・ファッロクスザダン
  - アドゥルバド・エメダン
  - アーザル・カイヴァーン
  - アヴェスター
  - ガーサー
- マズダク教
  - マズダク
  - 大マズダク
- マニ教
  - マニ
- ズルワーン教
  - 美学的ズルワーン主義
  - 唯物論的ズルワーン主義
  - 運命論的ズルワーン主義
- その他の古代の哲学者
  - アナカルシス

### 哲学と帝国
- 政治哲学
  - タンサル
- ゴンディシャープール学院
  - ボルゾーヤ
  - ブクティシュ
- ホスロー1世の哲学的言説
  - ペルシアのパウロ

### 文学
- パフラヴィー文学

### ペルシア哲学の継続
- ペルシア照明学派
  - スフラワルディー
- エスファハーン学派
  - ミル・ダマド
- 超越的神智学
  - モッラー・サドラー

### 西洋文学・文化
ゾロアスター教やマニ教の考えや挑戦と結びつけて考えられるといった古代・中世のヨーロッパ文学に対する顕著な影響に加えて、近年の西洋文学においてペルシア哲学が現れ、様々な方法で扱われている。二つの著名な例:
- ツァラトゥストラはこう言った、ドイツの哲学者フリードリヒ・ニーチェによる
- Creation、アメリカの思想家ゴア・ヴィダルによる

## 古代インド哲学
古代インド哲学は二つの古代の学派、つまり沙門とヴェーダの融合である。

### ヴェーダ哲学
インド哲学は「ヴェーダ」とともに始まる。ヴェーダでは問題は自然法則、宇宙の起源、そして問いを発する人間のいる場所と関連付けられる。有名なリグ・ヴェーダの「創造の讃歌」で詩人は以下のように詠う:
「あらゆる創造が起源をもつ場所で、
ひー、それを作り上げるのか作り上げないのか、
ひー、いと高き天より誰がそれを見渡すのか、
彼は知っている、あるいは彼でさえ知らないのか」
ヴェーダの考えでは、創造は太古の存在(「プルシャ」)の自覚として描かれる。これによって経験的現象の多様性と万物の起源に通底する「一つの存在」への問いが起こる。宇宙秩序は「ルタ」と呼ばれ物事を引き起こす法則は「カルマ」と呼ばれる。自然(「プラークリティ」)は三つの形(「サットヴァ」、「ラジャス」、「タマス」)をとる。
- ヴェーダ
- ウパニシャッド
- ヒンドゥー哲学

### 沙門哲学
ジャイナ教と仏教は沙門哲学と連続的な存在である。沙門は苦しみに満ちたサンサーラという世界観を作り上げ、克己と苦行を奨励した。彼らはアヒンサー、カルマ、ジナーナ(知識)、サンサーラ、ヴィモークシャといった哲学的概念を力説した。

### 古典インド哲学
古典時代には、こういった問いは六つの学派によって体系化された。そのうちのいくつかの問いは:
- 意識の存在論的本性はどんなものか?
- 認識自体はどのように経験されているのか?
- 心(「チット」)は志向的なものか否か?
- 認識はそれ自体構造を持つものか?

六派哲学:
- ニヤーヤ学派
- ヴァイシェーシカ学派
- サーンキヤ学派
- ヨーガ学派
- ミーマーンサー学派（Purva Mimamsa）
- ヴェーダーンタ学派（Uttara Mimamsa）

インド哲学の他の学派:
- ヒンドゥー哲学
- 仏教哲学
- ジャイナ哲学
- シーク教哲学
- チャールヴァーカ(無神論)哲学

### 仏教

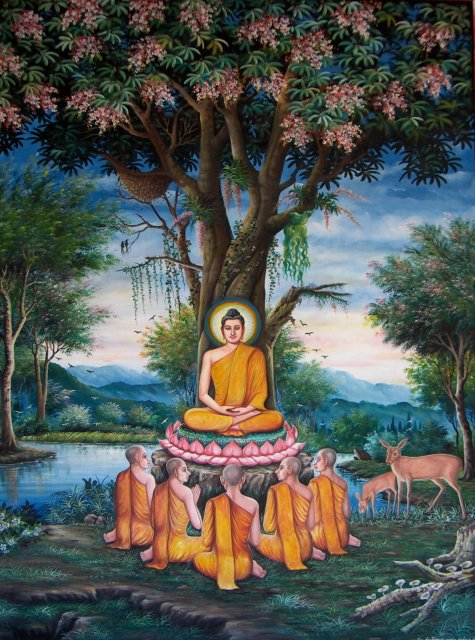
ブッダ

- ブッダ, 仏教哲学

| 仏教宗派の伝来に関するタイムライン (紀元前450年 – 1300年)                         |                             |             |                |                                                                                      |                                                                                      |                |                          |          |          |       |        |
|                                                                                   |                             |             |                |                                                                                      |                                                                                      |                |                          |          |          |       |        |
|                                                                                   | 紀元前450年                 | 紀元前450年 | 紀元前250年    | 100年                                                                                | 100年                                                                                | 500年          | 500年                    | 700年    | 800年    | 800年 | 1200年 |
|                                                                                   |                             |             |                |                                                                                      |                                                                                      |                |                          |          |          |       |        |
| インド                                                                            | 初期 仏教                   |             |                |                                                                                      |                                                                                      |                |                          |          |          |       |        |
| インド                                                                            | 初期 仏教                   | 部派仏教    | 部派仏教       | 部派仏教                                                                             | 部派仏教                                                                             | 大乗仏教       | 大乗仏教                 | 密教     | 密教     | 密教  |        |
| インド                                                                            | 初期 仏教                   | 部派仏教    | 部派仏教       | 部派仏教                                                                             | 部派仏教                                                                             |                |                          |          |          |       |        |
| インド                                                                            | 初期 仏教                   |             |                |                                                                                      |                                                                                      |                |                          |          |          |       |        |
| インド                                                                            | 初期 仏教                   |             |                |                                                                                      |                                                                                      |                |                          |          |          |       |        |
|                                                                                   |                             |             |                |                                                                                      |                                                                                      |                |                          |          |          |       |        |
| スリランカ · 東南アジア                                                           |                             |             | 上座部仏教     | 上座部仏教                                                                           |                                                                                      |                |                          |          |          |       |        |
| スリランカ · 東南アジア                                                           |                             |             |                |                                                                                      |                                                                                      |                |                          |          |          |       |        |
| スリランカ · 東南アジア                                                           |                             |             | 上座部仏教     | 上座部仏教                                                                           | アリ―派                                                                              |                |                          |          |          |       |        |
|                                                                                   |                             |             |                |                                                                                      |                                                                                      |                |                          |          |          |       |        |
| チベット                                                                          |                             |             |                |                                                                                      |                                                                                      |                |                          | ニンマ派 | ニンマ派 |       |        |
| チベット                                                                          |                             |             |                |                                                                                      |                                                                                      |                |                          | ニンマ派 | ニンマ派 |       |        |
| チベット                                                                          | カダム派                    |             |                |                                                                                      |                                                                                      |                |                          | ニンマ派 | ニンマ派 |       |        |
| チベット                                                                          | カギュ派                    |             |                |                                                                                      |                                                                                      |                |                          | ニンマ派 | ニンマ派 |       |        |
| チベット                                                                          | タクポ・カギュ派            |             |                |                                                                                      |                                                                                      |                |                          | ニンマ派 | ニンマ派 |       |        |
| チベット                                                                          | サキャ派                    |             |                |                                                                                      |                                                                                      |                |                          | ニンマ派 | ニンマ派 |       |        |
| チベット                                                                          | チョナン派                  |             |                |                                                                                      |                                                                                      |                |                          | ニンマ派 | ニンマ派 |       |        |
|                                                                                   |                             |             |                |                                                                                      |                                                                                      |                |                          |          |          |       |        |
| 中央アジア                                                                        |                             |             | ヘレニズム仏教 | ヘレニズム仏教                                                                       | ヘレニズム仏教                                                                       | ヘレニズム仏教 |                          |          |          |       |        |
| 中央アジア                                                                        |                             |             |                |                                                                                      |                                                                                      |                |                          |          |          |       |        |
| 中央アジア                                                                        | シルクロード仏教            |             |                |                                                                                      |                                                                                      |                |                          |          |          |       |        |
|                                                                                   |                             |             |                |                                                                                      |                                                                                      |                |                          |          |          |       |        |
|                                                                                   |                             |             |                |                                                                                      |                                                                                      |                |                          |          |          |       |        |
| 東アジア                                                                          |                             |             |                | 部派仏教 と 大乗仏教 (シルクロードを通じ 中国へ、またインドからの 海路 でベトナムへ) | 部派仏教 と 大乗仏教 (シルクロードを通じ 中国へ、またインドからの 海路 でベトナムへ) |                | 唐密                     | 唐密     | 唐密     | 唐密  | 唐密   |
| 東アジア                                                                          |                             | 南都六宗    | 南都六宗       | 部派仏教 と 大乗仏教 (シルクロードを通じ 中国へ、またインドからの 海路 でベトナムへ) | 部派仏教 と 大乗仏教 (シルクロードを通じ 中国へ、またインドからの 海路 でベトナムへ) | 真言宗         | 真言宗                   | 真言宗   |          |       |        |
| 東アジア                                                                          | 中国の禅宗                  |             |                | 部派仏教 と 大乗仏教 (シルクロードを通じ 中国へ、またインドからの 海路 でベトナムへ) | 部派仏教 と 大乗仏教 (シルクロードを通じ 中国へ、またインドからの 海路 でベトナムへ) |                |                          |          |          |       |        |
| 東アジア                                                                          | ベトナムの禅宗、 朝鮮の禅宗 |             |                | 部派仏教 と 大乗仏教 (シルクロードを通じ 中国へ、またインドからの 海路 でベトナムへ) | 部派仏教 と 大乗仏教 (シルクロードを通じ 中国へ、またインドからの 海路 でベトナムへ) |                |                          |          |          |       |        |
| 東アジア                                                                          |                             | 日本の禅    |                | 部派仏教 と 大乗仏教 (シルクロードを通じ 中国へ、またインドからの 海路 でベトナムへ) | 部派仏教 と 大乗仏教 (シルクロードを通じ 中国へ、またインドからの 海路 でベトナムへ) |                |                          |          |          |       |        |
| 東アジア                                                                          | 天台宗/浄土教               |             |                | 部派仏教 と 大乗仏教 (シルクロードを通じ 中国へ、またインドからの 海路 でベトナムへ) | 部派仏教 と 大乗仏教 (シルクロードを通じ 中国へ、またインドからの 海路 でベトナムへ) |                |                          |          |          |       |        |
| 東アジア                                                                          | 天台宗                      |             |                | 部派仏教 と 大乗仏教 (シルクロードを通じ 中国へ、またインドからの 海路 でベトナムへ) | 部派仏教 と 大乗仏教 (シルクロードを通じ 中国へ、またインドからの 海路 でベトナムへ) |                |                          |          |          |       |        |
| 東アジア                                                                          | 日蓮宗                      |             |                | 部派仏教 と 大乗仏教 (シルクロードを通じ 中国へ、またインドからの 海路 でベトナムへ) | 部派仏教 と 大乗仏教 (シルクロードを通じ 中国へ、またインドからの 海路 でベトナムへ) |                |                          |          |          |       |        |
| 東アジア                                                                          | 浄土宗/浄土真宗             |             |                | 部派仏教 と 大乗仏教 (シルクロードを通じ 中国へ、またインドからの 海路 でベトナムへ) | 部派仏教 と 大乗仏教 (シルクロードを通じ 中国へ、またインドからの 海路 でベトナムへ) |                |                          |          |          |       |        |
|                                                                                   |                             |             |                |                                                                                      |                                                                                      |                |                          |          |          |       |        |
| \| \| 説明: \| \| = 上座部仏教 \| \| = 大乗仏教 \| \| = 密教を兼学する大乗仏教 \| |                             |             |                |                                                                                      |                                                                                      |                |                          |          |          |       |        |
|                                                                                   | 説明:                       |             | = 上座部仏教   |                                                                                      | = 大乗仏教                                                                           |                | = 密教を兼学する大乗仏教 |          |          |       |        |

### チャールヴァーカ
チャールヴァーカ (梵: चार्वाक)またはローカーヤタは漢語では順世派と言い、ヒンドゥー哲学の一学派である。様々な形の哲学的懐疑主義と宗教的無関心を当然視する。ローカーヤタの著者であるこの派の創設者の名をとってチャールヴァーカと呼ばれるようになった。
ヒンドゥー哲学の概要で、チャールヴァーカは「信義のない」(ナースティカな)思想であると分類される。仏教及びジャイナ教もナースティカだとされる。チャールヴァーカは唯物論的・無神論的学派であると特徴づけられる。インド哲学においてこの学派は正統派である六派哲学に数えられていないが、ヒンドゥー教において唯物論的運動があった証拠として注目に値する。
チャールヴァーカ派は様々な無神論的・唯物論的・自然主義的信念を持っていた。チャールヴァーカでは死後の世界、死後の生などないと信じられていた。

「要素それ自体から前方に飛び出す
しっかりした知識が破壊される
知識が破壊されると—
死後にいかなる知性も残らない。」

自然主義
チャールヴァーカではある種の自然主義が信じられていて、あらゆる物事はひとりでに起こり、(神や超越的存在によってではなく)ひとりでに生まれてくるとされた。

「火は暑く、水は冷たい、
清々しくひんやりとした朝の涼風
何によってこうした個性が生じるのか?
彼らはそれ自体の本性に従ってそうなのだ。」

#### 官能的な耽溺
同時代の多くのインド哲学と違い、チャールヴァーカでは官能的な耽溺は決して悪い物ではないと考えられ、むしろそれは追い求められるべき唯一の楽しみであるとされた。

「人に起こってくる快楽
感覚されるものに触れることによって
それがうち捨てられるのは痛み―
愚か者の考えのような―と一緒に来る場合だけ。
米粒、最高級の白い粒が豊かで
自分の真の関心を追い求める人、
それらを投げ捨てて
なぜなら空やほこりを覆うため?
命が続く一方で人を幸せに生きさせよう
彼にバターを食べさせるが彼は借金をする
ひとたび肉体が塵となれば
どうして再びよみがえることができようか?

#### 宗教は人が発見した
チャールヴァーカでは宗教は人が発見して仕立て上げたものだと考え、神の権威を持たなかった。

「ヴェーダの三人の著者は道化師、悪党、悪魔である。
賢者、ジャルファリ、トゥルファリ、その他のよく知られている式全て、
アーシュヴァメーダで命令される女王のための猥褻な儀式全て
これらは道化師が発明したもので、神官に対してなされるさまざまなこと全て、
生物が食事を行うことは同様に夜をうろつく悪魔が命令した。」

### 古代インド哲学者
- アサンガ (300年ごろ) - ヨーガーチャーラ派の理論家。
- バルトリハリ (紀元後450年ごろ–510年) - 初期インド言語理論の人物。
- ボーディダルマ (紀元後440年–528年) - 仏教の禅宗の創始者。
- チャーナキヤ (紀元前350年ごろ - 紀元前275年頃) - 『アルタシャストラ』の著者、タクシャシラ大学の政治科学の教授(阿闍梨)。
- ディグナーガ (500年ごろ) - インド論理学の仏教学派の創設者の一人。
- ガウタマ・ブッダ (紀元前563年 - 紀元前483年) - 仏教学派の創始者。
- アクシャパーダ・ガウタマ（フランス語版） (紀元後2、3世紀ごろ) - ニヤーヤ学派の礎と考えられているニヤーヤ・スートラを書いた。
- ハリバドラ (紀元後8世紀) - ジャイナ教思想家、アネカーンタヴァーダとジャイナ教の文脈における瞑想の救済論的体系としての古典的ヨーガの著者にして偉大な指導者。彼の著作にはシャッド・ダルシャナ・サムッチャヤとヨーガビンドゥがある。
- ヘーマチャンドラ (1089年–1172年) - ジャイナ教思想家、著述家、歴史家、文法家にして論理学者。彼の作品にはヨーガシャーストラとトリシャシュティ・シャラーカー・プルシャ・チャリタがある。
- ジャイミニ（英語版） - プールヴァ・ミーマーンサー・スートラの著者。
- カナーダ (紀元前600年ごろ) - ヴァイシェーシカ学派の創始者で原子論の理論を与えた。
- カピラ (紀元前500年ごろ) - サーンキヤ学派の主唱者。
- クンダクンダ (紀元後2世紀) - ジャイナ教神秘主義と、魂の本性と魂の物質による汚染を扱うジャイン・ナーヤの唱道者、パンチャースティカーヤ(五原理の精要)、プラヴァチャナサーラ(経文精要)、そしてサマヤサーラ(教義精要)の著者。
- ローンカー (紀元後15世紀) – 彼の偶像崇拝と儀式に対する反対によって徐々にスターナカヴァーシーとテーラパンティという非偶像的学派が起こった。
- ナーガールジュナ (紀元後150年頃 - 250年) - 大乗仏教のマージャマカ派(中観派)の祖。
- パーニニ (紀元前520年-紀元前460年) - 文法家、アシュターディヤーイーの著者。
- パタンジャリ (紀元前200年から紀元後400年の間) - ヨーガ・スートラを編纂してラージャ・ヨーガ哲学を発展させた。
- ピンガラ（英語版） (紀元前500年頃) - 『チャンダス・シャーストラ』の著者。
- シャンカラ (紀元後788年-820年) - ヴェーダーンタ学派の分派のアドヴァイタ・ヴェーダーンタ学派の教義を最初に明文化した哲学者。
- シッダセーナ・ディヴァーカラ (紀元後5世紀) - ジャイナ論理学者でニヤーヤーヴァターラ(論理学について)やサンマティスートラ(ジャイナ教の七つの立場や、知識と知識の対象を扱う)といったサンスクリット語およびプラークリットの重要な作品の作者。
- シュンティパス（英語版） (紀元前100年頃) - 「七人の賢明な師匠の物語」の作者とされる人物。
- ティルヴァッルヴァル (紀元前100年から紀元後300年の間) - タミル語での最大の倫理学的作品の一つティルックラルの作者。
- ウマースヴァーティあるいはウマースヴァーミ (紀元後2世紀) - サンスクリット語での最初のジャイナ教作品タットヴァールタスートラの作者、ジャイナ教の全ての教派を許容できる最も体系的なかたちにジャイナ哲学を発展させた。
- ヴァスバンドゥ (紀元後300年頃) - インドヨーガーチャーラ派の主な創始者のひとり。
- ヴィヤーサ (紀元前3000年頃) - ヒンドゥー哲学のいくつかの重要な作品の著者。
- ヤージュニャヴァルキヤ (先史時代) - ブリハッド・アーラニヤカ・ウパニシャッドの哲学的な教えや「ネーティ・ネーティ」などの不可知論的な教えと関連付けて考えられる。
- ヤショーヴィジャヤ（英語版） (1624年–1688年) - ジャイナ論理学者でジャイナ哲学に貢献した最後の知的巨人と考えられている。

## 古代中国哲学
中国哲学は日本、朝鮮、そしてベトナムを含む漢字文化圏で支配的な哲学的思想である。

### 学派

#### 諸子百家
諸子百家とは、中国の春秋時代後半〜戦国時代戦国時代に栄えた、様々な学派に分かれる思想家およびその思想を指す言葉である。
この時代は諸国を旅をする学者の存在によって特徴づけられる。彼らはしばしば各国の為政者に召し抱えられ、内政・外交に関して助言を授け、時には思想や制度の優劣にめぐって弁論を交えた。『漢書』にて初めて諸思想家を指して「諸子百家」という語が用いられ、大きく分けた以下の10の主な学派（もしくは集団）に思想の特徴ごとそれぞれ帰納した。
- 儒家 - 古代の聖王（人望と統治力を兼ね備えた君主）の時代を理想視し、古来から続くとする慣習法である「礼」に基づいて政治を行い、最大多数に利益をもたらす徳治主義を主張する。代表的な思想家に孔丘、孟軻、荀況などがいる。
- 法家 - 国家全体の利害を第一に置き、伝統的な慣習法（礼）に囚われない、国家の利害にのみ基づいて賞罰を司る人為的な規則である「法」を制定し、大衆の利害を強制的に整合する厳格な法治主義を主張する。代表的な思想家に李悝、商鞅、韓非などがいる。
- 道家 - 万物に共通する動作原理である「道」の存在を主張し、それへの探究を最優先とする。「道」の政治への積極的な応用を主張する「黄老道」や、政治そのものに概して否定的である老荘思想などのように内部思想の違いが大きく、一つの学派であるとは言い難い。代表的な思想家に利貞、楊朱、荘周などがいる。
- 墨家 - 初期の儒家から分かれて成立し、反戦主義と平等主義などを説く思想家の集団。中小国と連携して大国による侵略に抵抗する傭兵集団としても活動した。代表的な思想家に墨翟、宋銒などがいる。
- 陰陽家 - 社会や人間の動きを自然現象を持って説明することを試みる。代表的な思想家に騶衍などがいる。
- 農家 - 極端な農本主義に基づく共同体の建設を主張する。古代の賢王神農の時代を理想視する。代表的な思想家に許行などがいる。
- 名家 - 物事の定義や論理にめぐって「駁論」を交える、原始的な論理学者とも言える思想家の集団で、特定の思想傾向を持つ学派ではない。代表的な思想家に恵施、公孫竜などがいる。
- 縦横家 - 策略を用いて各国の利害関係を左右した外交家の集団で、特定の思想傾向を持つ学派ではない。代表的な人物に張儀、蘇秦、龐煖などがいる。
- 雑家 - 別の学派の教えを統合する。例えば、呂不韋は様々な学派の学者を見出して共同して『呂氏春秋』と呼ばれる著書をものした。様々な学派の思想をまとめ、各学派にみられる欠点に関してはこれを避けた。
- 小説家 - 思想において独特な点のない学派だが市井の人々が議論した、市井の人々に由来する全ての思想よりなる哲学である。
- 『漢書』には取り上げられないものの、諸子百家と並んで挙げられる存在に兵法と戦争哲学を研究した「兵家」があり、代表的な人物に孫武や孫臏、呉起などがいる。

#### 中国の帝国時代初期
統一秦王朝の創設者は法家思想を公式哲学として実施し、焚書坑儒を行った。漢王朝が道家を採用し、さらに後には儒家を公式に教義として採択するまでは法家が影響力を保った。道家や儒家は仏教の到来までは中国史層の中でも決定的な力となった。
儒家は漢王朝の頃に特に強力であった。その最大の思想家は董仲舒で、儒家思想を董仲舒の学派の思想や五行説と統合した。また、彼は今文経学を普及させた。それは孔子を神で、中国の精神的な支配者であり、予知能力を持っていて普遍的平和へ向けて世界の革命を開始すると考えた。対照的に古文経学が存在し、彼らはずっと信頼性の高い古代の言葉で書かれた孔子の著作の使用を唱道した。とりわけ、彼らは孔子を神同然の人物とみなす臆説を論駁し、孔子を偉大な賢者ではあるが死すべき人間にすぎないと考えた。
3世紀から4世紀には「ネオタオイズム」とも呼ばれる「玄学」(神秘的なものの研究)が起こってくる。この運動の最も重要な哲学者は王弼、向秀、そして郭象である。この学派の主な問題は存在は非存在から生じるか否か(中国語で存在が「名」、非存在が「無名」)というものである。こういった、竹林の七賢のような道家哲学者に特有な性質は、「風流」、つまり自然や本能的な行動に身をゆだねようというある種のロマンチックな精神である。
仏教は紀元後1世紀ごろに中国に到来したが、南北朝時代、隋、唐の時代になって初めて大きな影響と中国社会からの認知を持つに至った。初めのうちは、仏教は道教の一教派と考えられ、道教の開祖老子についてインドに行って自身の哲学を仏陀に教えたのだという伝説も存在した。中国では大乗仏教はライヴァルの上座部仏教よりもずっと成功した。仏教の両派とともに中国土着の教派も5世紀に興隆した。二人の主に重要な僧哲学者として僧肇と道生がいる。しかしおそらくもっとも重要で独自の教派は禅宗で、日本に対しても大きな影響を与えた。

### 哲学者
- 道家
  - 老子
  - 荘子
  - 張陵
  - 張角
  - 葛洪
  - 陳摶
- 儒家
  - 孔子
  - 孟子
  - 荀子
- 法家
  - 李斯
  - 李克
  - 韓非
  - 商鞅
  - 申不害
  - 慎到
- 墨家
  - 墨子
  - 宋ケン
    - 名家
      - 鄧析
      - 恵施
      - 公孫竜
- 農家
  - 許行
- 陰陽家
  - 鄒衍
- 玄学
  - 王弼
  - 向秀
  - 郭象
- 縦横家
  - 鬼谷
  - 蘇秦
  - 張儀
  - 楽毅
  - 酈食其
- 兵家
  - 孫子
  - 孫臏
- 禅
  - 臨済義玄
  - 洞山良价
  - 雲門文偃